# Pompeo Marchesi

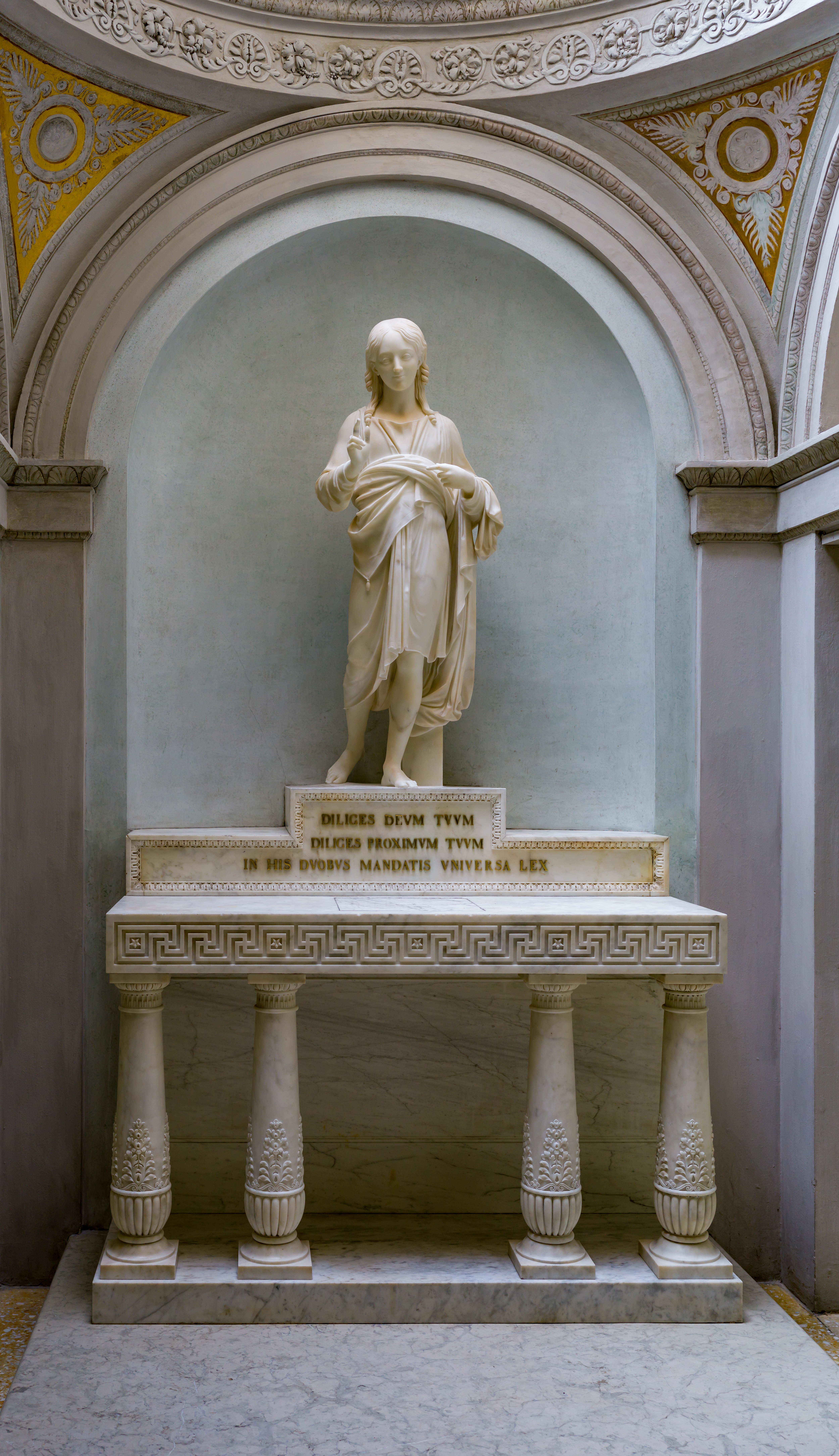
Cappella con Cristo del Marchesi nel Palazzo Tosio a Brescia

Pompeo Marchesi (Saltrio, 7 agosto 1783 – Milano, 6 febbraio 1858) è stato uno scultore italiano, considerato fra i massimi esponenti del neoclassicismo lombardo. Artista di successo ed estremamente prolifico, visse e operò a cavallo di due periodi storici radicalmente diversi: quello rivoluzionario del periodo napoleonico concluso nel 1814 e quello della restaurazione austriaca, fortemente contrastata dai moti d'indipendenza culminati con la creazione del Regno d'Italia.

## Biografia
Nato da Carlo Gerolamo, marmoraro presso il Duomo di Milano, e da Cattarina Tamborini seguì in giovanissima età il padre a Milano dove studiò all'Accademia di Belle Arti di Brera con lo scultore Giuseppe Franchi. Nel 1804 si recò a Roma per frequentare l'alunnato conferitogli dall'istituzione Braidense del governo napoleonico; qui frequentò i corsi di scultura dell'Accademia romana, allora sotto la direzione di Antonio Canova. 
Nel 1810 fece ritorno a Milano dove lavorò per il cantiere del Duomo diretto da Carlo Amati per il quale scolpì le statue di San Filippo e Sant'Ezechiele; per la cattedrale il Marchesi creerà, nel lungo periodo di collaborazione terminato con la sua morte nel 1858, una cinquantina di sculture. In breve lo scultore acquisì rinomanza fra gli artisti suoi coetanei e ottenne un veloce successo. Non dotato, secondo alcuna critica tardo ottocentesca, di un grande genio artistico, tuttavia Marchesi ebbe la grande capacità di promuovere la propria attività e il proprio nome fino ad ottenere colossali ordinazioni come pochi altri artisti dell'epoca ebbero modo di raccogliere.
Nel 1813, un anno prima della caduta di Bonaparte, Marchesi fu chiamato a collaborare all'apparato decorativo dell'Arco del Sempione (oggi Arco della Pace) di Milano, una delle più grandi commissioni dell'epoca napoleonica: per l'arco, architettato dal Cagnola, scolpì le statue colossali dei fiumi Tagliamento e Adige che ornano la cornice e due Vittorie alate (1814) disegnate da Camillo Pacetti. 
Con la caduta del Regno d'Italia di Napoleone (aprile 1814) e la conseguente restaurazione che portò al Regno Lombardo-Veneto austriaco, Marchesi diventò una delle massime personalità ed interpreti della corte asburgica che nuovamente scelse lo scultore per gli ultimi lavori dell'Arco, divenuto della Pace, per il quale il Marchesi scolpirà i celebri gruppi L'occupazione di Lione e La vittoria di Lipsia (1830) e Il passaggio del Reno e La fondazione del Regno Lombardo-Veneto (1833).
Nel 1816 riceve la commissione per collaborare all'apparato decorativo del duomo di Como, per il quale scolpì la Vergine, il Gesù e gli Apostoli e nel 1832 il bassorilievo del Transito di san Giuseppe e la statua di San Giuseppe con Gesù adolescente. Nel 1818 per onorare la prematura morte avvenuta a 38 anni di Giuseppe Bossi, accademico milanese rinnovatore dell'Accademia di Brera e protagonista della scena artistica neoclassica italiana, il Marchesi collabora con Canova per il Cenotafio di Giuseppe Bossi (disegno di Pelagio Palagi) alla Biblioteca Ambrosiana: suo il bassorilievo dell'Amicizia piangente posto sotto al busto del Bossi realizzato da Canova.

## Gli studi di Milano

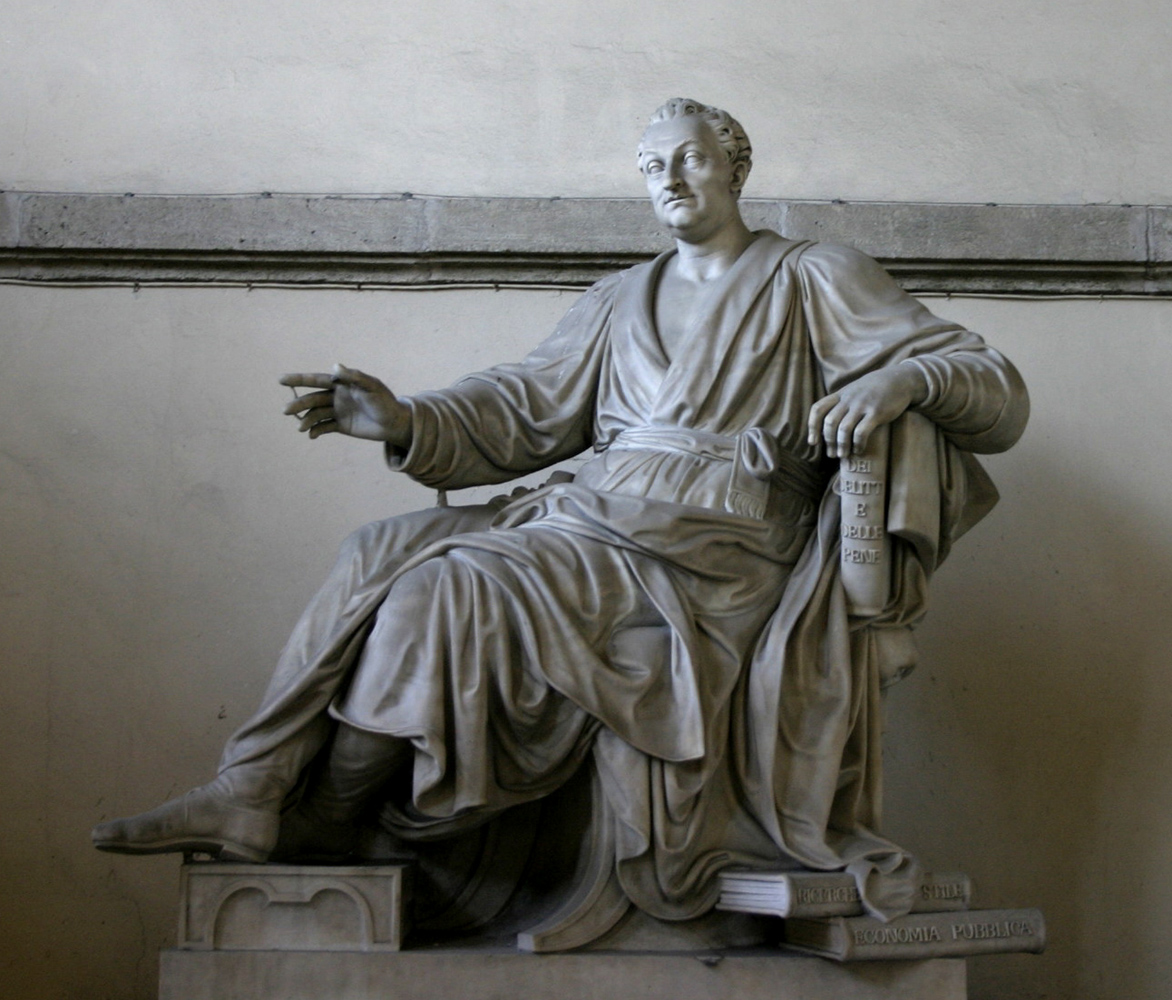
Pompeo Marchesi, Monumento a Cesare Beccaria (1837)

Prima del 1834 lo studio milanese dello scultore si trovava in un vasto fabbricato posto nel mezzo dei Giardini Pubblici, a lato dell'attuale Corso Venezia: era costituito da un grande salone centrale in cui erano disposti opere e monumenti colossali; in altre sale attigue si trovavano invece modelli in gesso delle più celebri opere antiche e moderne. Lo studio e il suo contenuto vennero distrutti da un incendio nella notte del 29 marzo 1834 ma, grazie al generoso aiuto delle autorità e di molti cittadini, del patriziato e della borghesia milanese, il Marchesi poté acquistare una parte dell'ex convento di San Pietro Celestino dove, su progetto dell'ingegner Gioacchino Crivelli e direzione dell'architetto Rinaldi, venne eretto un grandioso studio dotato di una facciata lunga 47 metri. Lo studio era situato accanto al Palazzo del Senato nella contrada che portava dal ponte di Sant'Andrea ai Giardini Pubblici, oggi chiamata via San Primo; venne poi demolito a fine Ottocento ma rimane tuttora, al n. 6, parte del vestibolo riconoscibile nella proporzione dei volumi, e soprattutto nella facciata del coro centrale, poi sopraelevata, colle effigi in terracotta di alcuni artisti. Marchesi trasferì i suoi lavori presso il nuovo studio nel 1836, acclamato per il nuovo grandioso edificio e per i lavori contenuti.

## Opere

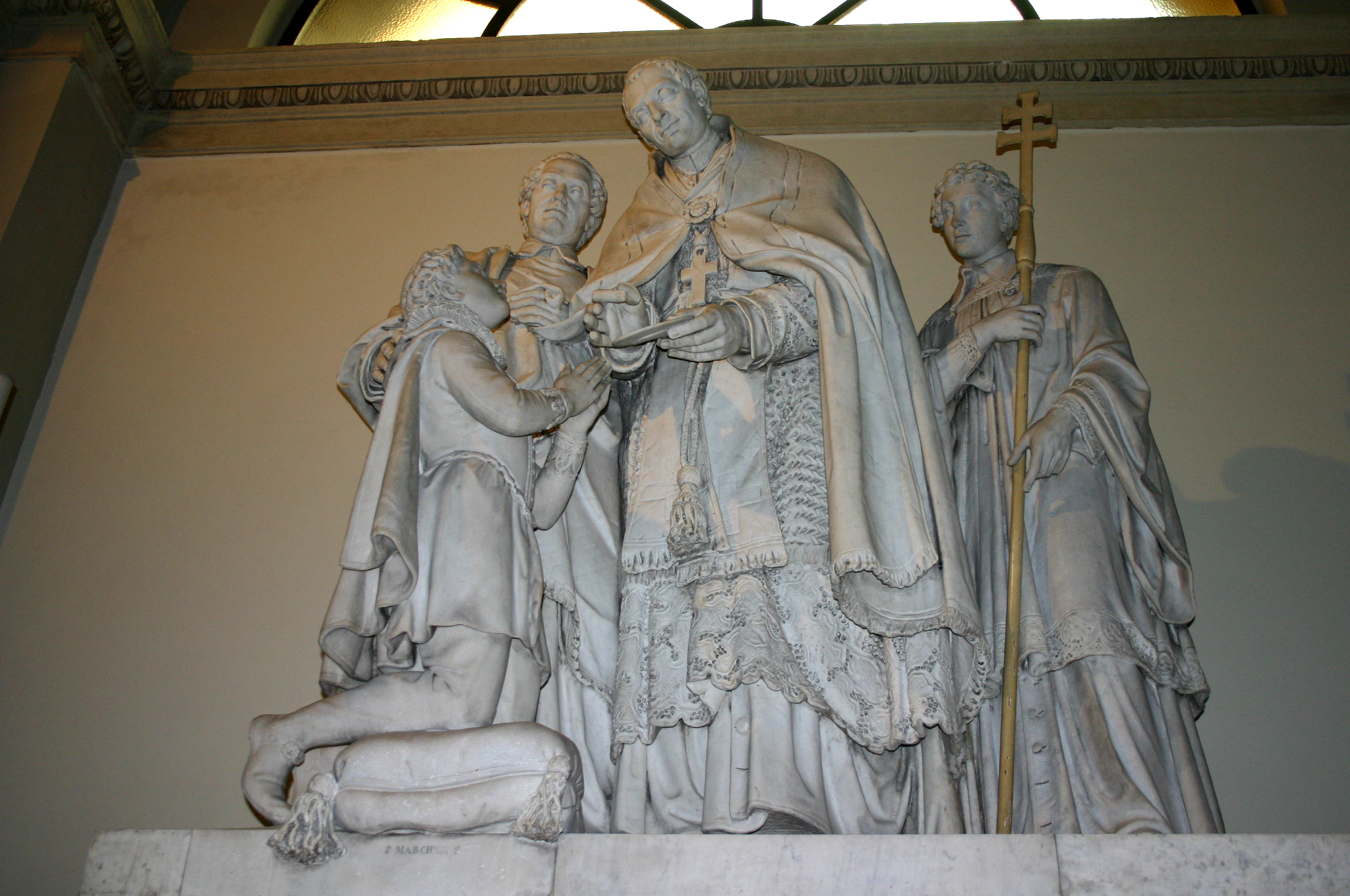
Pompeo Marchesi, "San Carlo comunica san Luigi Gonzaga" (1852)

Alcune delle sue opere sono conservate nella chiesa parrocchiale di Valmadrera.
All'Ateneo di Brescia un suo Redentore fanciullo del 1833.
Prese parte alla realizzazione dell'apparato decorativo dell'Arco della Pace in Milano eseguendo i seguenti bassorilievi visibili in loco:
- Battaglia di Lipsia
- Fondazione regno Lombardo-Veneto
- Passaggio del Reno
- Occupazione di Lione
- allegoria del fiume Tagliamento
- allegoria del fiume Adige
- due Vittorie alate sopra l'arco maggiore lato Sempione

Le opere conservate presso la Galleria d'Arte Moderna di Milano purtroppo non rappresentano che la minima parte di quello che si trovava nello studio alla morte di Marchesi.
Infatti dal momento del suo decesso il celebre studio rimase in un completo stato di abbandono, ancor più dopo che il comune di Milano accettò il legato Marchesi-Fogliani, e parte delle opere in marmo, gessi e terrecotte.

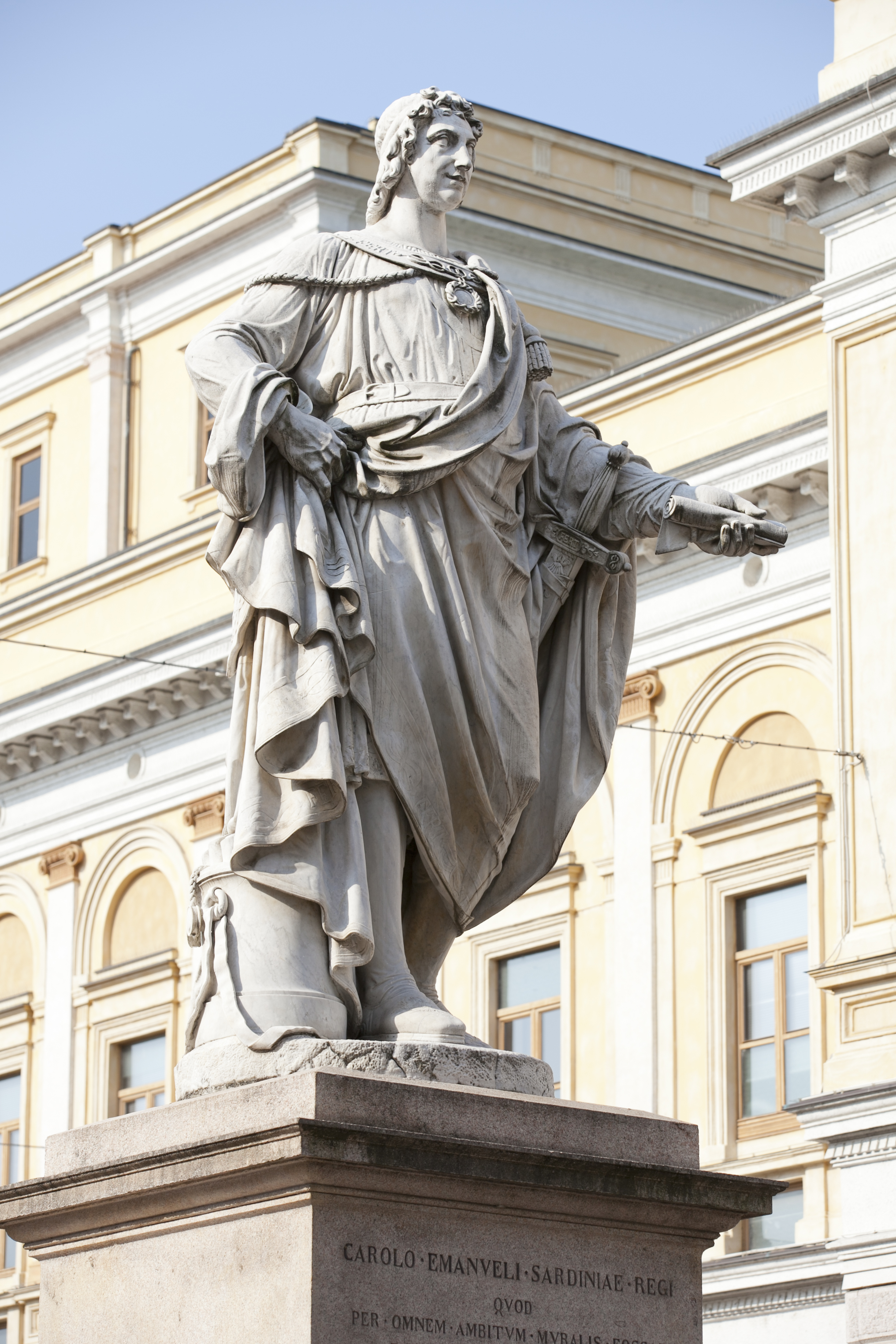
Statua di Carlo Emanuele III a Novara (1837)

## Collocazione delle opere principali
- Monumento ad Emanuele Filiberto di Savoia nella cappella della SS. Sindone a Torino
- Monumento all'imperatore Francesco I: cortile dell'Hofburg, Vienna
- Monumento all'imperatore Francesco I: Freiheitsplatz, Graz
- Duomo di Milano
- Chiesa di San Carlo al Corso, Milano
- Arco della Pace, Milano
- Santuario, Saronno
- Altare di San Giuseppe: Duomo di Como
- Monumento ad Alessandro Volta: Como
- Santuario, Rho
- Statua di Carlo Emanuele III, Novara
- Erma di Defendente Sacchi, Pavia, Biblioteca Bonetta (Palazzo Malaspina[6])
- Statua di Goethe: Francoforte sul Meno